# Liste der Wappen in der Provinz Overijssel
Die Liste der Wappen der Provinz Overijssel zeigt die Wappen der Gemeinden in der niederländischen Provinz Overijssel.

## Overijssel

Overijssel
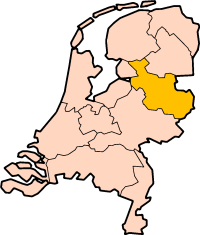
Lage der Provinz Overijssel in den Niederlanden

## Wappen der Gemeinden

Almelo
Borne
Dalfsen
Deventer
Dinkelland
Enschede
Haaksbergen
Hardenberg
Hellendoorn
Hengelo
Hof van Twente
Kampen
Losser
Oldenzaal
Olst-Wijhe
Ommen
Raalte
Rijssen-Holten
Staphorst
Steenwijkerland
Tubbergen
Twenterand
Wierden
Zwartewaterland
Zwolle